# Liste der Fornminnen in Fridlevstad

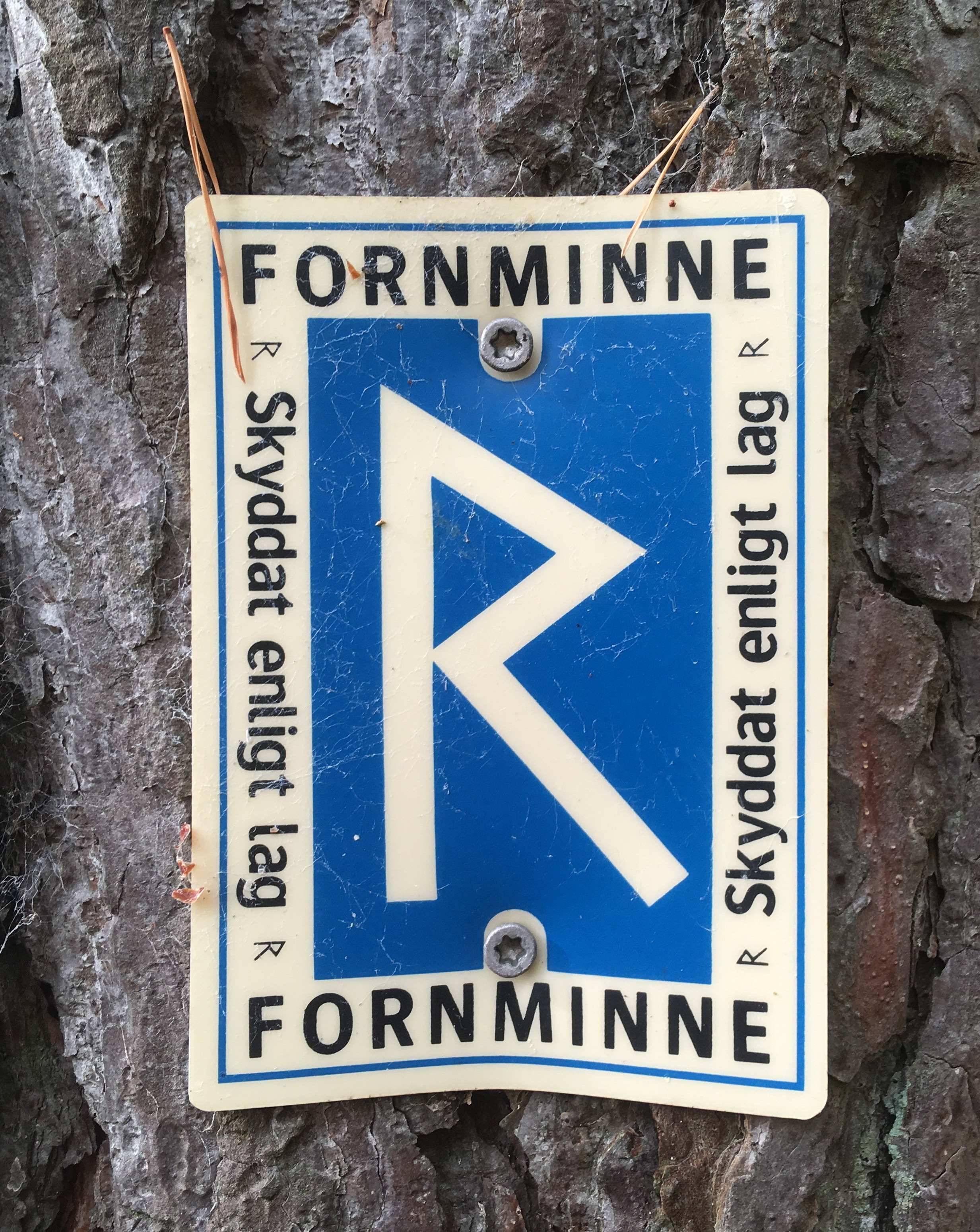
Zeichen für „Fornminnen“ in Schweden

Diese Liste der Fornminnen in Fridlevstad zeigt die „Alten/antiken Denkmale“ (schwedisch fornminnen) im ehemaligen Socken Fridlevstad in der heutigen Gemeinde Karlskrona der südschwedischen Provinz Blekinge län, sie ist eine Teilliste der „Liste der Fornminnen in Blekinge“. Die Aufteilung basiert auf der historischen Zuordnung der Gebiete in Socken (siehe auch) und der Einteilung des Zentralamts für Denkmalpflege Riksantikvarieämbetet (RAÄ). Es werden die Fornminnen aufgeführt, die auf dem Suchdienst „Fornsök“ registriert sind, welcher weitere Informationen zu den bekannten kulturhistorischen Überresten in Schweden enthält.

## Begriffserklärung
Fornminnen (schwedisch für alte/antike Denkmale oder archäologische Funde) sind in Schweden alte Objekte und archäologische Funde (Fornlämningar), welche die Überreste menschlicher Aktivitäten in der Vergangenheit bezeichnen, die durch frühere Nutzung entstanden sind und dauerhaft aufgegeben wurden. Dabei gilt für Fornminnen, die vor 1850 entstanden sind, dass sie automatisch durch das Gesetz geschützt sind. Aber auch jüngere Überreste können zu Bodendenkmalen erklärt werden, wenn sie sich an ihrem ursprünglichen Standort befinden und weitgehend erdgebunden sind. Als Fornminnen zählen u. a. Siedlungen und Siedlungsreste aus prähistorischer Zeit, Gräber und Grabstätten, Burgruinen, Ruinen von Klöstern, Kirchen und Schlössern, Steine und Felsen mit Inschriften und Bildern (z. B. Runensteine und Petroglyphen), insofern sie nicht schon als Einzeldenkmal unter Byggnadsminnen (schwedisch für Baudenkmale) oder kyrkliga Kulturminnen (schwedisch für kirchliches Kulturgut) ausgewiesen sind.

## Legende
| ID           | = | ID.Nr. des Denkmalregisters (Fornsök) im schwedische Amt für nationales Kulturerbe (Riksantikvarieämbetet (RAÄ)) |
| Lage         | = | Koordinatenangabe des Standorts                                                                                  |
| Bezeichnung  | = | Bezeichnung des Denkmalobjekts (auch RAÄ-Nr.)                                                                    |
| Beschreibung | = | Name (Denkmaltyp/Dokumentenverweis im Arkivsök) sowie eine kurze Beschreibung des Objekts                        |
| Bild         | = | Bild des Objekts sowie Verweis auf weitere Bilder                                                                |

## Fornminnen Fridlevstad
| ID             | Lage    | Bezeichnung (RAÄ-Nr.) | Beschreibung | Bild           |
| -------------- | ------- | --------------------- | --- | -------------- |
| 10099200040001 | (Karte) | Fridlevstad 4:1       | Fridlevstad 4:1 (Steinkreis / L1979:4234) Überreste eines ehemaligen Steinkreis um ein Schiffswrack, wurde 1816 und 1833 beschrieben: als ein von Steinen gekrönter Hügel auf welchen beidseits die Enden hingen; heute überwachsen und Steine entfernt, außer ein sog. Polarstern (ca. 1,25 m hoch) am östlichen Ende. Befindet sich neben einem Fundplatz einer Axt und eines Mühlstein Fridlevstad 390 (L1978:4985) ca. 1 km südwestlich Ortslage Fridlevstad. | Weitere Bilder |
| 10099200060001 | (Karte) | Fridlevstad 6:1       | Fridlevstad 6:1 (Steinsetzung / L1979:4236) bitte Beschreibung ergänzen | Weitere Bilder |
| 10099200100001 | (Karte) | Fridlevstad 10:1      | Fridlevstad 10:1 (Steinsetzung / L1979:4616) bitte Beschreibung ergänzen | Weitere Bilder |
| 10099200110001 | (Karte) | Fridlevstad 11:1      | Fridlevstad 11:1 (Gräberfeld / L1979:4112) etwa 40 x 20 m großes Gräberfeld ca. 2 km südöstlich Fridlevstad bei der Ortschaft Harstorp; bestehend aus 2 Domarringen (etwa 5 m Durchmesser) und 4 Steinsetzungen (4 - 8 m Durchmesser); tw. überdeckt oder beschädigt. Etwa 50 m östlich befindet sich das Fossilienfeld Fridlevstad 47:1 (L1979:4944) | Weitere Bilder |
| 10099200120001 | (Karte) | Fridlevstad 12:1      | Fridlevstad 12:1 (Steinsetzung / L1979:5025) bitte Beschreibung ergänzen | Weitere Bilder |
| 10099200140001 | (Karte) | Fridlevstad 14:1      | Fridlevstad 14:1 (Steinhügelgrab / L1979:4512) in älteren Aufzeichnungen auch als schwedisch „Höga rör“ bezeichnet und unter der Bezeichnung schwedisch „Kyrkröret“ bekannt, ist ein ca. 24 m Durchmesser großes und 2 m hohes Steinhügelgrab nahe einem Bauernhof (Högalund) ca. 5 km südöstlich von Fridlevstad. Daneben (ca. 80 m südlich) befindet sich an einem Hügel die Steinsetzung Fridlevstad 406 (L1978:7681) sowie der Rand eines weiträumigen Fossilienfelds Fridlevstad 52:1 (L1979:5080) welches sich nach Nordosten erstreckt. | Weitere Bilder |
| 10099200150001 | (Karte) | Fridlevstad 15:1      | Fridlevstad 15:1 (Steinhügelgrab / L1979:4894) rundes (ca. 10 m Durchmesser) Steinhügelgrab etwa 3 km nordwestlich Fridlevstad auf einem Hügel bei der Ortschaft Höryda (neben Grundstück Höryda 114, 373 35 Rödeby) | Weitere Bilder |
| 10099200160001 | (Karte) | Fridlevstad 16:1      | Fridlevstad 16:1 (Steinkreis / L1979:4355) bitte Beschreibung ergänzen | Weitere Bilder |
| 10099200160002 | (Karte) | Fridlevstad 16:2      | Fridlevstad 16:2 (Steinkreis / L1979:4354) bitte Beschreibung ergänzen | Weitere Bilder |
| 10099200160003 | (Karte) | Fridlevstad 16:3      | Fridlevstad 16:3 (Steinkreis / L1979:4356) bitte Beschreibung ergänzen | Weitere Bilder |
| 10099200170001 | (Karte) | Fridlevstad 17:1      | Fridlevstad 17:1 (Steinkreis / L1979:4941) bitte Beschreibung ergänzen | Weitere Bilder |
| 10099200190001 | (Karte) | Fridlevstad 19:1      | Fridlevstad 19:1 (Steinsetzung / L1979:4351) bitte Beschreibung ergänzen | Weitere Bilder |
| 10099200310001 | (Karte) | Fridlevstad 31:1      | Fridlevstad 31:1 (Steinsetzung / L1979:5452) bitte Beschreibung ergänzen | Weitere Bilder |
| 10099200350001 | (Karte) | Fridlevstad 35:1      | Fridlevstad 35:1 (Steinsetzung / L1979:5627) bitte Beschreibung ergänzen | Weitere Bilder |
| 10099200360001 | (Karte) | Fridlevstad 36:1      | Fridlevstad 36:1 (Steinsetzung / L1979:6058) bitte Beschreibung ergänzen | Weitere Bilder |
| 10099200520001 | (Karte) | Fridlevstad 52:1      | Fridlevstad 52:1 (Fossilienfeld / L1979:5080) weiträumiges ca. 1100 x 650 m großes Steinhaufengebiet, etwa 3 km südwestlich Rodeby und 5 km südöstlich Fridlevstad in einem heute tw. gerodeten Waldgebiet mit mindestens 300 Steinhaufen, wovon einige grabähnliche mit Terrassenkanten erkennbar sind. Die meisten sind stark überwachsen und haben Durchmesser von 2 bis 5 m; im Mittelpunkt befindet sich ein ca. 350 x 300 m großes Gebiet mit zahlreichen 3 bis 7 m umfassenden Steinhaufen, welches von einer Steinmauer umgeben ist. Am südwestlichen Rand des Gebiets nahe einem Hügel befindet sich die Steinsetzung Fridlevstad 406 (L1978:7681) und das Steinhügelgrab (schwedisch „Höga rör“) Fridlevstad 14:1 (L1979:4512) | Weitere Bilder |
| 12000000013527 | (Karte) | Fridlevstad 81        | Fridlevstad 81 (Steinsetzung / L1979:9109) ca. 10 m Durchmesser große runde plateau-ähnliche Steinsetzung, als Teil eines ehemaligen Hausfundaments ca. 2 km nördlich Höryda am Rande eines Waldgebiets in der Nähe des Hofes Rävakärr etwa 25 m südlich des Steinhügelgrab Fridlevstad 83 (L1979:9174) | Weitere Bilder |
| 12000000013529 | (Karte) | Fridlevstad 83        | Fridlevstad 83 (Steinhügelgrab / L1979:9174) ca. 13 m Durchmesser großes Steinhügelgrab etwa 25 m nördlich der Steinsetzung Fridlevstad 81 (L1979:9109) nahe dem Hof Rävakärr ca. 2 km nördlich Höryda | Weitere Bilder |
| 12000000013799 | (Karte) | Fridlevstad 171       | Fridlevstad 171 (Steinhügelgrab / L1979:8977) bitte Beschreibung ergänzen | Weitere Bilder |
| 12000000013804 | (Karte) | Fridlevstad 176       | Fridlevstad 176 (Steinhügelgrab / L1979:8992) bitte Beschreibung ergänzen | Weitere Bilder |
| 12000000128016 | (Karte) | Fridlevstad 299       | Fridlevstad 299 (Steinsetzung / L1978:5173) bitte Beschreibung ergänzen | Weitere Bilder |
| 12000000128017 | (Karte) | Fridlevstad 300       | Fridlevstad 300 (Steinsetzung / L1978:5174) bitte Beschreibung ergänzen | Weitere Bilder |
| 12000000128018 | (Karte) | Fridlevstad 301       | Fridlevstad 301 (Steinsetzung / L1978:5175) bitte Beschreibung ergänzen | Weitere Bilder |
| 12000000129748 | (Karte) | Fridlevstad 357       | Fridlevstad 357 (Steinsetzung / L1978:5288) bitte Beschreibung ergänzen | Weitere Bilder |
| 12000000129761 | (Karte) | Fridlevstad 358       | Fridlevstad 358 (Steinsetzung / L1978:4885) bitte Beschreibung ergänzen | Weitere Bilder |
| 12000000130113 | (Karte) | Fridlevstad 389       | Fridlevstad 389 (Steinsetzung / L1978:4984) bitte Beschreibung ergänzen | Weitere Bilder |
| 12000000130116 | (Karte) | Fridlevstad 392       | Fridlevstad 392 (Steinsetzung / L1978:5029) bitte Beschreibung ergänzen | Weitere Bilder |
| 12000000130161 | (Karte) | Fridlevstad 394       | Fridlevstad 394 (Steinsetzung / L1978:5304) bitte Beschreibung ergänzen | Weitere Bilder |
| 12000000130269 | (Karte) | Fridlevstad 400       | Fridlevstad 400 (Steinsetzung / L1978:4904) bitte Beschreibung ergänzen | Weitere Bilder |
| 12000000138820 | (Karte) | Fridlevstad 406       | Fridlevstad 406 (Steinsetzung / L1978:7681) ist eine ca. 6 m Durchmesser große Steinsetzung am südwestlichen Rand des Fossilienfelds Fridlevstad 52:1 (L1979:5080) und ca. 80 m südlich vom Steinhügelgrab (schwedisch „Höga rör“) Fridlevstad 14:1 (L1979:4512) nahe einem Bauernhof ca. 5 km südöstlich von Fridlevstad an einem Hügel gelegen. | Weitere Bilder |